# Письма от Феликса
«Письма от Феликса» (нем. Briefe von Felix; англ. Letters from Felix) — серия книг Аннет Ланген и одноимённый мультсериал по книге для детей про кролика, путешествующего по всей планете.
Серия книг о пушистом и забавном маленьком кролике Феликсе была начата Аннетт Ланген и иллюстратором Констанцией Друп в 1994 году. Книги вышли в издательстве Coppenrath Verlag и разошлись миллионными тиражами. Только в Германии с 1994 было продано свыше трех миллионов экземпляров книг о Феликсе, а, кроме того, книги были переведены на 22 языка.
Мультсериал о Феликсе с большим успехом прошёл в Великобритании, Финляндии, Словении, Франции, Украине и в России.

## Сюжет
На страницах книг, а также в одноименном мультфильме, главный герой знакомит читателей с чудесами нашего мира, рассказывает о его красоте, о различных событиях, о тех особенностях, которые создают неповторимость нашей планеты.
Забавный маленький кролик Феликс увлекается путешествиями и обожает приключения. Он отправляется в странствие по всему миру и шлет послания своей подружке Софи, описывая собственные приключения в Лондоне, Париже, Риме, Египте, Африке, США, Италии и других отдаленных уголках земли. Феликс знакомит маленьких зрителей с чудесами нашего мира, рассказывает истории о его красоте, о различных событиях, о тех особенностях, которые создают неповторимость нашей планеты.

## Об изданиях
- На немецком: Annette Langen — Mein Felix Schulfreunde-Buch, Coppenrath Verlag ISBN 3-8157-1550-4; 1997 г. — 96 стр.

## Телеэфир
- В Казахстане мультфильм транслировался весной 2004 года на Первом канале Евразия с русским дубляжом студии Пилот[2].
- В России мультсериал впервые был показан на канале Детский мир в двухголосом закадровом озвучивании студии SoundPro (Россия). Роли озвучивали: Дмитрий Филимонов (все мужские роли) и Ольга Голованова (все женские роли).
- Также «Письма от Феликса» показывали на каналах Мультимания, Теленяня (с января 2009 года по 27 декабря 2010 года) и Карусель (с 27 декабря 2010 по 30 января 2011 и с 25 июня по 4 сентября 2011, по выходным, в русском дубляже студии Пилот (Украина) по заказу Nox Kids (Россия)[3].